# Khu bảo tồn thiên nhiên Baikal-Lena
Khu bảo tồn thiên nhiên Baikal-Lena (tiếng Nga: Байкало-Ленский заповедник) (còn được gọi là Hồ Baikal; hoặc Baykal-Lensky, Baykal-Lena) là một khu bảo tồn nghiêm ngặt nằm trên bờ phía tây bắc của hồ Baikal, phía nam Siberi, Nga. Nó bảo vệ một phần bờ hồ cùng với khu vực thượng nguồn của sông Lena. Khu bảo tồn trải dài dọc theo bờ phía tây của hồ Baikal khoảng 120 km, chiều rộng trung bình 65 km, thuộc huyện Kachugsky, tỉnh Irkutsk. Tháng 12 năm 1996, khu bảo tồn cùng với hai khu bảo tồn thiên nhiên Barguzin, Baikalsky và vườn quốc gia Pribaikalsky trở thành một phần của Di sản thế giới Hồ Baikal được UNESCO công nhận. Baikal-Lena cùng với vườn quốc gia Pribaikalsky nằm ở ngay phía nam tọa thành khu vực bảo vệ bờ hồ liên tục dài 580 km.

## Địa hình
Khu bảo tồn Baikal-Lena có ba khu vực chính gồm bờ hồ, thượng lưu sông Lena và khu vực Kirengsky. Vì vị trí của nó nằm bên bờ hồ với một sườn núi phía tây giúp giảm bớt những cơn gió mạnh thổi từ hồ Baikal. Baikal-Lena là khu bảo tồn khô nhất bên bờ hồ. Trong ranh giới của nó là thượng nguồn của sông Lena, chảy qua khu vực dài 250 km thuộc khu bảo tồn. Các con sông khác ở sườn phía đông của dãy núi Baikal rất ngắn và cạn, và đôi khi dòng chảy của chúng không đủ để đến hồ và nước chảy vào lòng đất.

## Hệ sinh thái
Khu bảo tồn nằm trong vùng sinh thái taiga Đông Siberi giữa sông Yenisei và Lena. Ranh giới phía bắc của nó kéo đến tận vòng Bắc Cực còn phía nam tới vĩ độ 52 ° Bắc. Những cánh rừng taiga chiếm ưu thế với sự có mặt của thông Dahurian. Vùng sinh thái này cũng rất giàu các loại khoáng sản.
Khu bảo tồn có khí hậu cận Bắc Cực không có mùa khô. Nó đặc trưng bởi một mùa hè ôn hòa (chỉ từ 1 đến 3 tháng có nhiệt độ trên 10 °C (50,0 °F)), mùa đông lạnh và có tuyết (tháng lạnh nhất xuống đến dưới −3 °C (26,6 °F)). Nhiệt độ trung bình cao nhất tại đây vào tháng 8 là 14 °C (57,2 °F), trong khi thấp nhất là vào tháng 1 khi nhiệt độ xuống tới −18 °C (−0,4 °F). Lượng mưa hàng năm dao động từ 250 mm bên bờ hồ cho đến 1.000 mm trên đỉnh núi. Trong nửa đầu mùa hè thường xuyên xuất hiện sương mù.

## Động thực vật
Khu bảo tồn có tới 86% diện tích là rừng, chủ yếu là rừng taiga. Tại đây là sự hiện diện của một số loài lá kim gồm thông Siberi, thông rụng lá Siberi, linh sam Siberi, vâm sam, thông và các loài gỗ cứng là cáng lò trắng, liễu, dương lá rung và bạch dương.
Về động vật, khu bảo tồn có 58 loài động vật có vú. Các loài phổ biến nhất gồm chồn zibelin, chồn ecmin, chồn, chồn sói và rái cá. 